# HMS Iron Duke (1871)
El primer HMS Iron Duke fue un Ironclad de batería central de la clase Audacious perteneciente a la Royal Navy británica.

## Historial

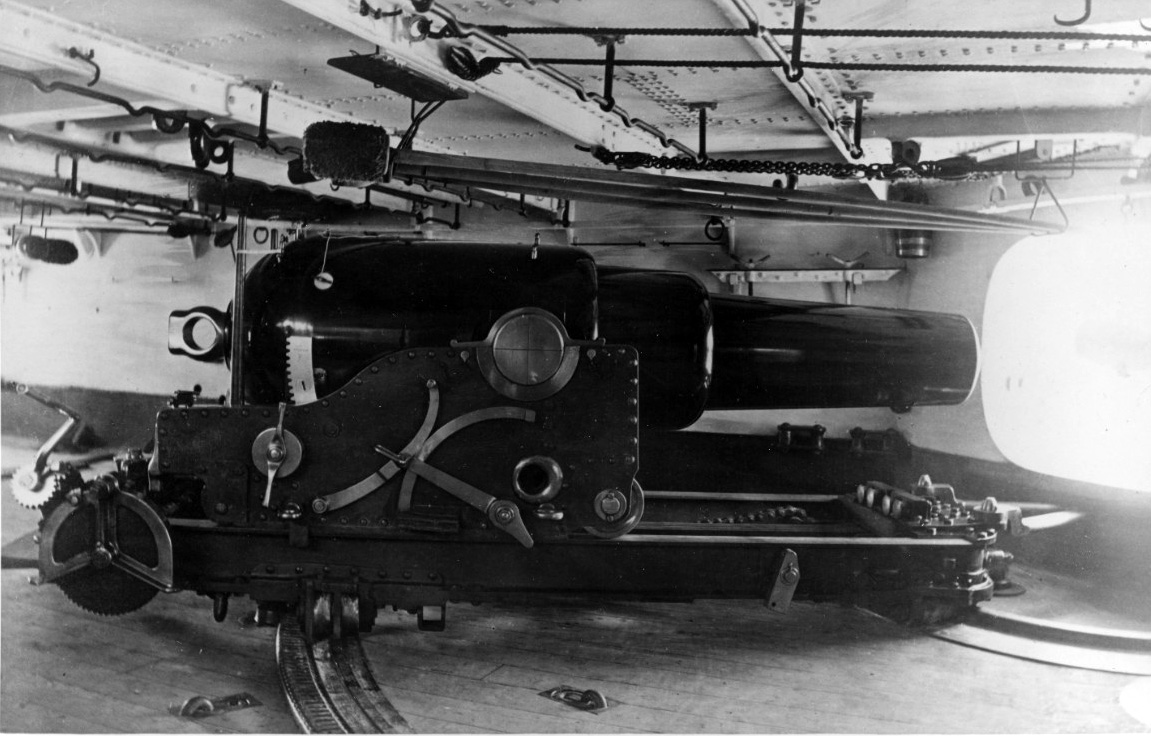
Cañón de 9 pulgadas del HMS Iron Duke

Durante su construcción, recibía el nombre de HMS Duke pero era apodado Iron Duke, y al contrario que otros buques, este nombre fue haciéndose conocido, por ser también el apodo del primer duque de Wellington Arthur Wellesley. El nombre, le fue asignado en el momento de su botadura.
Llegó a ser el buque insignia de la estación naval de China el 31 de agosto de 1871. Para llegar a su destino, se convirtió en uno de los mayores buques en hacer uso del canal de Suez. En una época en la que los motores, aún eran ineficientes, su aparejo completo, lo hacían particularmente útil para operaciones en el océano Pacífico. Retornó al Reino Unido en 1875, donde se unió a la escuadra de reserva. 
El 1 de septiembre de 1875 durante el crucero de verano de la escuadra, estaba en ruta con otros buques entre Kingstown (actual Dún Laoghaire) y Queenstown (actual Cobh). Accidentalmente espoloneó a otro miembro de la escuadra, el  HMS Vanguard en medio de la niebla. Aunque el Iron Duke solo tuvo daños menores, le provocó un gran agujero al Vanguard. La sala de máquinas del Vanguard, se inundó, lo que evitó que se pudieran usar las bombas, por lo que el buque, se hundió en poco más de una hora. Toda la tripulación, fue rescatada.
Tras dicha pérdida, el Iron Duke reemplazó al  Vanguard como buque de guardia en Kingstown, un papel en el que permaneció hasta julio de 1877.
Volvió a la estación naval de China como buque insignia en enero de 1883. Tras ser modernizado, el 16 de abril de 1885 pasó a formar parte de la escuadra de servicios particular del almirante Hornby, hasta agosto, cuando se unió a la escuadra del canal.
Entró en reserva en mayo de 1890 y finalmente, fue dado de maja el 2 de mayo de 1893. Fue convertido en pontón en 1900, y posteriormente, fue vendido para desguace por 15 000 £ el 15 de mayo de 1906.